# Diphysa
Diphysa es un género de plantas con flores  perteneciente a la familia Fabaceae. Comprende 26 especies descritas y de estas, solo 19 aceptadas. Se distribuye por México y Centroamérica, con 1 especie en Sudamérica y otra hasta el sur de Estados Unidos (Arizona).

## Descripción
Son arbustos, sufrútices o árboles con corteza gruesa y fisurada o en placas, en ocasiones notablemente suberosa o delgada y exfoliante; ramas inermes o con braquiblastos espinosos, indumento piloso, setáceo, en ocasiones víscido-glandular y frecuentemente aguijonoso. Hojas imparipinnadas; folíolos alternos, enteros, estipelas ausentes; estípulas caducas. Inflorescencias racemosas, axilares (en Nicaragua) o en agregados, o solitarias, flores pediceladas, pedicelos articulados por encima de las bractéolas, bractéolas 2, flores amarillas con hipanto en diferentes grados de desarrollo; cáliz 5-lobado, lobos desiguales; pétalos desiguales, brevi unguiculados, amarillos, alas libres de la quilla, pétalos de la quilla marcadamente falcados, acuminados a rostrados en el ápice; estambres pseudomonadelfos, diadelfos y triadelfos, anteras uniformes; ovario multiovulado, estipitado, estigma atenuado, glabro. Legumbres estipitadas, oblongas, endocarpo articulado, cartáceo o coriáceo, exocarpo reticulado, cuando papiráceo generalmente vesiculado a ocasionalmente bialado a lo largo de las valvas, cuando coriáceo las valvas planas y articuladas; semillas aplanadas, hilo subterminal.
En Costa Rica la especie Diphysa americana es conocida popularmente como Guachipelín.

## Taxonomía
El género fue descrito por Nikolaus Joseph von Jacquin y publicado en Enumeratio Systematica Plantarum, quas in insulis Caribaeis 7, 28. 1760. La especie tipo es: Diphysa carthagenensis Jacq.	

## Especies aceptadas
A continuación se brinda un listado de las especies del género Diphysa aceptadas hasta abril de 2013, ordenadas alfabéticamente. Para cada una se indica el nombre binomial seguido del autor, abreviado según las convenciones y usos:
- Diphysa americana (Mill.) M.Sousa
- Diphysa carthagenensis Jacq.
- Diphysa floribunda Peyr.
- Diphysa humilis Oerst.
- Diphysa macrocarpa Standl.
- Diphysa macrophylla Lundell
- Diphysa microphylla Rydb.
- Diphysa minutifolia Rose
- Diphysa occidentalis Rose
- Diphysa ormocarpoides (Rudd) M. Sousa & R. Antonio
- Diphysa puberulenta Rydb.
- Diphysa punctata Rydb.
- Diphysa racemosa Rose
- Diphysa sennoides Benth. & Oerst.
- Diphysa spinosa Rydb.
- Diphysa suberosa S.Watson
- Diphysa thurberi (A.Gray) Rydb.
- Diphysa vesicaria M.E.Jones
- Diphysa villosa Rydb.